# 奥托布伦
奥托布伦（德語：Ottobrunn，發音：[ɔtoˈbʁʊn] ⓘ）是德国巴伐利亚州上巴伐利亚行政区慕尼黑县的市镇，面积5.23平方千米，2023年12月31日人口为22,510人。